# Ямницкий, Велимир
Велимир Ямницкий (хорв. Velimir Jamnický; 26 января 1910, Загреб, Транслейтания — 21 сентября 1945, Загреб) — хорватский архитектор, урбанист и преподаватель.

## Биография
Родился в январе 1910 года в семье хорватского стенографиста Ивана Ямницкого. Окончив гимназию, поступил на архитектурное отделение Технического факультета Загребского университета, учёбу на котором окончил в 1933 году. После выпуска из университета Ямницкий принял участие в конкурсе проектов будущего Дома военных инвалидов в Белграде. Разделив победу с сербским архитектором Петаром Гачичем, он успешно продал свои чертежи заказчикам. Проект Ямницкого, представлявший собой пятиэтажное трёхсекционное здание, сочетавшее в себе черты модернизма и академизма, был дополнен деталями из работ других участников конкурса и отправлен на доработку сербскому архитектору Димитрию М. Леко, который и занял роль основного автора окончательного облика здания, возведённого в сербской столице в 1935 году. В том же 1933 году Ямницкий отправился на службу в инженерную роту армии Югославского Королевства, где через год, при увольнении в запас, ему было присвоено звание подпоручика.
В 1934 году Ямницкий был принят на работу в городское управление Загреба, на должность помощника городского инженера в одном из департаментов ведомства. Получив работу, он не перестал участвовать в конкурсах проектов, но отныне его стали интересовать преимущественно конкурсы на создание проектов городских планов. С 1935 по 1941 год Ямницкий одержал победу в конкурсах на создание градостроительных планов Любляны, Сушака, Вараждина, Целе и Каптола. Помимо этого, в 1940 году Ямницкий получил должность доцента на инженерном факультете Загребского университета и после установления в 1941 году власти усташей смог не только сохранить свой пост, но и спустя три года получить звание профессора.
Однако после окончания Второй мировой войны новое коммунистическое правительство лишило Ямницкого всех должностей и отправило на работу в Социалистическую Республику Сербия. 20 сентября 1945 года самолёт, который должен был доставить Ямницкого и других экспертов по архитектуре и урбанизму в Сербию, потерпел крушение при взлёте из аэродрома в Боронгае. От полученных при катастрофе травм Велимир Ямницкий скончался на следующий день.